# Socijalizam
Socijalizam (engl. socialism; franc. socialisme; njem. sozialismus; novovjeka tvorba prema lat. socialis: društveni; saveznički), pojam koji označava ideje, teorije, pokrete koji teže socijalizaciji (podruštvljenju) temeljnih uvjeta ljudske egzistencije. Nastao je u 18. stoljeću u Europi kao reakcija na industrijalizaciju i kapitalizam. Socijalizam se kroz povijest svojega razvoja pojavljivao unutar različitih političkih koncepcija i teorija, od kojih su najznačajnije: utopijski socijalizam, anarhizam, marksizam različitih struja, antiautoritarni komunizam, boljševizam (autoritarni komunizam), religijski socijalizam (kršćanski socijalizam i sl.), demokratski socijalizam, socijaldemokracija itd.
Svaka varijanta socijalističke ideje nastoji u industrijaliziranom društvu ostvariti društveni poredak u kojem neće postojati kapitalizam, tj. u kojemu će se ukinuti privatno vlasništvo u gospodarstvu. Valja opaziti da je takav cilj u potpunoj oprjeci s liberalnom demokracijom, u kojoj se poštovanje prava vlasništva uzima kao jedan od preduvjeta demokratičnosti odnosa u društvu, a pravo vlasništva sagledava kao jedno od temeljnih ljudskih prava.

## Uvod
Središnje vrijednosti zajedničke svim oblicima socijalizma jesu kritika privatnoga vlasništva i njegovo socijaliziranje, tj. podruštvljenje (ili barem neki oblik društvene kontrole nad njim), te načelo društvene jednakosti. Pojavni oblici socijalizma međusobno se razlikuju po načinu (sredstvima) kojim će se te vrijednosti postići. Iako se začetci socijalizma mogu pronaći u iskustvima čovječanstva već i u davnijoj povijesti (u starim etičko-religijskim naučavanjima, u praksi nekih religijskih zajednica, židovsko-kršćanskom mesijanizmu, odnosno u naučavanjima svih onih koji su bolje društvo pokušavali postići koncepcijama pravednosti temeljenima na jednakosti i bratstvu), socijalizam kao razrađeni koncept je ipak plod novijeg vremena.
Takvi razrađeniji sustavi socijalističkog mišljenja mogu se pronaći u djelima slavnih utopista (Tommaso Campanella, Thomas More). U djelu Utopija iz 1516. Thomas More drži da »tamo gdje je vlasništvo privatno, gdje je novac mjerilo svih stvari, teško je i nemoguće da zajednica ima pravednu vladu«.

## Utopijski socijalizam
Prve konkretne ideje socijalističkog načina proizvodnje i uređenja društva postavili su utopijski socijalisti, koji su se protivili privatnom vlasništvu, kapitalizmu; napose ranom kapitalizmu svojstvenoj doktrini slobodnog (nereguliranog) tržišta. Charles Fourier je težio izgradnji društva na osnovi falansterija ili falangi (model uravnoteženih zajednica), koje bi funkcionirale poput dioničkih društava, čiji dohodak bi se dijelio među članovima društva, pa nikakav oblik vlasti ne bi bio potreban. Henri Saint-Simon se zauzimao za novi društveni poredak s centraliziranom strukturom u kojem će umjesto vladavine kapitalista društvom upravljati znanstvenici i najobrazovaniji članovi društva, a Robert Owen naglasak je stavio se na sindikalno i zadružno radničko udruživanje. 
Riječ "socijalist" prvi se put pojavila 1827. u časopisu "Cooperative Magazine", koji je uređivao Robert Owen, a riječ "socijalizam" u časopisu "Le Globe" 1832.

## Anarhizam
Anarhizam je pokret i doktrina unutar socijalističke teorije i socijalističkog pokreta, koji se zauzimao za uređenje gdje se odlučuje o svemu izravno-demokratski od strane naroda, te zbog toga nema potrebe za vođama i vladarima. Inspirirani idejama P. J. Prudhona i praksom Pariške komune iz 1871. ruski anarhisti Mihail Bakunjin i Petr Kropotkin zauzimali su se za društvo bez države i privatnoga vlasništva. Društvo je trebalo predstavljati skup slobodno ujedinjenih komuna (anarhistički komunizam) i proizvodnih udruženja u kojem nema vanjske prisile (državne, pravne, političke, ekonomske) nad pojedincima.

## Marksizam
Nakon revolucije 1848. i pojave novih mišljenja socijalizam je dobio novo značenje. Pod utjecajem Karla Marxa i Friedricha Engelsa socijalizam je dobio znanstvenu formu – tzv. znanstveni socijalizam (termin za koji je K. Marx tvrdio da se koristi kao suprotnost utopijskom socijalizmu; poslije će marksisti svoju ideologiju prezentirati kao znanost, te su na fakultetima država pod komunističkom vladavinom osnivali katedre na kojima su studenti polagali ispite, a profesori branili doktorate gdje se ideologiju izučavalo kao da je doista posrijedi znanost). Kritičkom analizom kapitalističke političke ekonomije uz korištenje metode Hegelove dijalektičke filozofije, K. Marx i F. Engels prikazali su neke osnovne zakonitosti razvoja kapitalizma, njegove unutrašnje proturječnosti, ali i neke opće zakonitosti društvenog razvoja. "Znanstveni socijalizam" smatrao je da socijalizam nije moguć u bilo koje vrijeme, nego kada se ostvare materijalni uvjeti prvenstveno u ekonomiji i kada se razviju proizvodne snage potrebne za stvaranje socijalizma (kasnije će, začudo, socijalističke revolucije najviše uspjeha imati upravo u gospodarski slabije razvijenim zemljama - od Ruskog Carstva, preko Jugoslavije i Carske Kine, do Etiopije, Angole i Mozambika). Osnivanjem Prve internacionale 1864. postavili su temelje međunarodnom socijalizmu. Marxov socijalizam (komunizam) je uključivao strategiju revolucionarne klasne borbe radništva i s tim u vezi razgraničenje od ostalih tadašnjih strujanja unutar međunarodnog socijalizma. 
Iz teorija K. Marxa i F. Engelsa nastale su kasnije različite struje marksizma, s različitim tumačenjima i interpretacijama.

## Socijaldemokracija
Socijaldemokracija, pokret i doktrina unutar socijalističke i teorije i pokreta, na čelu s E. Bernsteinom i dr., zauzimala se za evolucijsku i postupnu reformacijsku transformaciju kapitalističkoga društva u besklasno socijalističko društvo. Time su se protivili revolucionarnom putu, a naročito autoritarnom konceptu revolucije, zbog čega su bili nazivani reformistima (ili revizionističkim marksistima).
Socijaldemokrati su ostvarili snažno sudjelovanje u vlasti cijelog niza demokracija u Europi, poput SR Njemačke, Kraljevine Švedske i Ujedinjenog Kraljevstva (tu, pod imenom "Laburisti") .

## Boljševizam
Boljševizam, struja i od 1912. samostalna politička stranka u Rusiji, revolucionarnim je putem 1917. (Oktobarska revolucija) osvojila vlast u Rusiji i time odredila novo značenje i smjer tadašnjeg međunarodnog socijalizma. Vladimir Iljič Lenjin, predvodnik boljševičke revolucije i ideolog ruskog socijalizma (lenjinizam i marksizam-lenjinizam), postulate u Sovjetskom Savezu ostvarenog (realnog) socijalizma je temeljio na svojoj interpretaciji Marxove i Engelsove teorije, odbacujući do tada vladajući teorijski tzv. revizionizam (naime, kritičko ramatranje Marxovih ideja) i politički reformizam u socijalističkom pokretu.
Boljševizam je odbacio i političku demokraciju tijekom socijalističke revolucije (pri čemu je naučavao da je revolucija jedan vrlo dugotrajni proces obilježen opresijom nad ostacima neprijateljskih socijalnih slojeva - od bogatih seljaka i plemstva, do obrtnika i od naroda otuđenih intelektualaca), o kojoj je primjerice govorila Rosa Luxemburg, koja se zalagala za "revolucionarni demokratski socijalizam". To je označilo povijesni raskid boljševizma s marksistima različitih struja i početak prevladavanja boljševičke (marksističko-lenjinističke) struje u tadašnjem međunarodnom socijalističkom pokretu, što je bilo ojačano osnivanjem Komunističke internacionale (Kominterne) 1919. godine.
Boljševizam (marksizam-lenjinizam) je sebe prikazivao kao političku ideologiju koja kroz revoluciju predvođenu profesionalnim revolucionarima uspostavlja jednopartijski sustav, koji izgrađuje socijalizam autoritarnim i represivnim metodama. Stvaranjem SSSR-a boljševizam se učvrstio kao poredak, a dolaskom J. V. Staljina na čelo Partije sve je više poprimao totalitarni karakter prema unutra i imperijalistički prema van (»socijalizam u jednoj zemlji«).
Nakon Drugog svjetskog rata središnje i istočne europske države pod utjecajem SSSR-a razvile su slične jednopartijske režime, koji su sebe nazivali socijalističkima. Od osnivanja Varšavskoga pakta 1955., u koji je bilo uključeno osam europskih država, jednopartijski sustav se još snažnije institucionalizirao te je doveo do blokovske podijele svijeta. Tako su se jednopartijski režimi uspostavili i osnažili u Europi, ali i u ostatku svijeta (Kina, Sjeverna Koreja, Kuba itd.). U to doba, socijalizam bio naziv za politički sustav u onoj zemlji gdje je bio uspostavljen jednopartijski sustav na čelu s komunističkom partijom.
Zbog nemogućnosti praćenja svjetskog ekonomskog napretka, gospodarske neefikasnosti, nesposobnosti zaštite ljudskih prava, kulturne insuficijencije te neosjetljivosti za suvremene društvene tendencije, jednopartijski režimi predvođeni Komunističkom partijom, koji su svoje unutrašnje uređenje nazivali socijalističkim, urušili su se početkom 1990-ih u SSSR-u i nizu drugih zemalja.

## Osude jednopartijskih režima komunističkih partija
Parlamentarna skupština Vijeća Europe je Rezolucijom VE 1481/2006 od 25. siječnja 2006. godine osudila je zločine jednopartijskih režima komunističkih partija iz 20. stoljeća, kao totalitarnih. U toj osudi se izričito spominju „masovna kršenja ljudskih prava od strane totalitarnih komunističkih režima ... koja su kao djela nasilja uključivala individualna i kolektivna pogubljenja, kao i smrt u koncentracionim logorima, izgladnjivanje, deportacije, mučenje, ropstvo, prislini rad i druge oblike masovnog psihičkog terora.“
Hrvatski sabor je iste godine donio Deklaraciju o osudi zločina počinjenih tijekom totalitarnog komunističkog režima u Hrvatskoj 1945. – 1990.; tu se navodi: "Totalitarni komunistički režimi koji su vladali u Srednjoj i Istočnoj Europi u prošlom stoljeću, a koji su još na vlasti u nekoliko zemalja svijeta, bili su, bez iznimke, označeni masovnim povredama ljudskih prava."
U Hrvatskoj i u većini drugih europskih država obilježava se 23. kolovoza kao Europski dan sjećanja na žrtve svih totalitarnih i autoritarnih režima - među koje se ubrajaju i sve zemlje s jednopartijskim režimima na čelu s Komunističkom partijom.

## Ljevičarska kritika boljševizma i marksizma-lenjinizma
Socijaldemokrati, demokratski socijalisti, anti-autoritarni komunisti, anarhisti i "neboljševički marksisti" ne podržavaju boljševički i "marksističko-lenjinistički" pristup izgradnji socijalističkog društva.
Suvremeni marksisti smatraju boljševizam i marksizam-lenjinizam iskrivljenjem i izopačenjem plemenitih ideja Marxa i Engelsa o socijalnoj pravdi, jer da oni nisu bili protiv političke demokracije tijekom izgradnje socijalizma.
U Kritici Gotskog programa, Građanskom ratu u Francuskoj, Manifestu i drugim radovima Marx ukazuje da se socijalistički preobražaj treba učiniti u obliku demokratskog političkog režima, te da je prvi cilj "osvajanje demokracije".
U ovim djelima, Marx na jezgrovit način govori, između ostalog, o državi, i daje skicu tranzicijske države koja je demokratska radnička vlast. U toj Marxovoj skici, ukazuju ljevičarski kritičari boljševizma, ne spominju se logori, strijeljanja i protjerivanja. Socijalistička izgradnja je suprotna vladavini partijske elite i autokratskim odnosima u ekonomskoj sferi, smatraju ovi kritičari. Marx piše o tome da je oslobođenje radništva djelo samog radništva (a ne male konspirativne organizacije profesionalnih revolucionara), o tome da je sloboda pojedinca uvjet slobode svih, te o tome da je Pariška komuna (koja je ipak bila nasilna prema "unutarnjem neprijatelju") uzor socijalističke izgradnje.
Komunisti će, inače, slijedom takvih Marxovih napisa - a razvijajući njegove misli o narodnoj demokraciji, o klasnoj borbi i diktaturi proletarijata (koje je on propustio prezentirati na jedan jasan način) - u jednopartijskim državama pod svojom vlašću desetljećima redovito održavati izbore, na kojima se uvijek moglo birati kandidate (pri tome se u pravilu moglo "birati" samo jednog kandidata) koji su bili članovi (komunističke) Partije, a neke od tih država su imale u nazivu riječi "Demokratska Republika" - tako do danas Demokratska Narodna Republika Koreja. Komunisti su smatrali da je baš to demokracija o kojoj je Marx govorio u svoje vrijeme, dapače da baš njihov jednopartijski sustav predstavlja punu realizaciju ideje demokracije.
U Građanskom ratu u Francuskoj Marx analizira iskustvo Pariške komune iz 1871. i ocjenjuje da je ta tvorevina koja je trajala nekoliko tjedana konačno pronađeni politički oblik oslobođenja radničke klase. „Konačno pronađeni oblik oslobođenja radničke klase“ je vlast koja je razvijala mehanizme direktne demokracije u politici i ekonomiji, koja je uvela radničko samoupravljanje, poštovala različita, pa i suprotna politička mišljenja, te dozvolila demokratsko takmičenje različitih stranaka na izborima, koja je pretvorila predstavničko tijelo u vrhovnu vlast, spojivši zakonodavnu i izvršnu funkciju u njegovim rukama, te ukinula stajaću vojsku i birokraciju. Tu nema mjesta za nikakvu represiju pojedinaca nad društvom, ukazuju ljevičarski kritičari boljševizma.

## Demokratski socijalizam u 21. stoljeću
Suvremena ljevica temeljena na politici demokratskog socijalizma teži umanjenju ili nadilaženju svih društvenih stratifikacija,  pri čemu se zalaže za ukidanje privatnog vlasništva, smatrajući da bi se time postiglo umanjenje neslobode, nejednakosti i nesolidarnosti u društvu, koje uzrokuje ekonomski kapitalizam.
Termin nova, demokratska ljevica ili demokratski socijalizam koristi se i kao sinonim za različite anti-autoritarne socijalističke i neo-marksističke pokrete, organizacije i stranke, ali se pridjev "demokratski" koristi za razlikovanje demokratskih ljevičara od boljševizma 20. stoljeća i marksističko-lenjinističkog modela izgradnje socijalizma, kojega zagovornici demokratskog socijalizma smatraju nedemokratskim i autoritarnim, te iskrivljenjem plemenite ideje socijalne pravde.
Pristalice suvremene i nove ljevice shvaćaju svoj ideal kao proces umanjenja i nadilaženja nepravda koje stvara ekonomski kapitalizam, koji slijedi višestoljetnu tradiciju borba naprednih pokreta, radnika, poljoprivrednika, žena, manjina i starosjedilaca. Izrazito se inzistira na borbi protiv nacionalizma, na borbi za mogućnost pobačaja, te na temama koje spadaju u domenu socijalne politike.
Kao rezultat nadilaženja ekonomskog kapitalizma (tj. ukidanja privatnog vlasništva u gospodarstvu) uz istodobno promicanje demokracije, bilo bi, smatra nova ljevica, uspostavljeno društveno-ekonomskog uređenje utemeljeno na izravnoj demokraciji u političkoj i ekonomskoj sferi, te na demokratski planiranoj proizvodnji. To bi bio, smatraju socijalisti, sustav proizvodnje i raspodjele koji bi bio u skladu s potrebama svake pojedinke i svakog pojedinca, te društva kao cjeline, i koji bi uzimao u obzir nosive kapacitete i uvjete obnove okoliša.
Zagovara se dostizanje postkapitalističkog društva koje bi bilo zasnovano na pojedinačnoj i kolektivnoj slobodi, jednakosti, solidarnosti i međusobnoj pomoći, u kojemu bi se stalno težilo umanjenju i nadilaženju svih oblika represije, hijerarhije i vlasti pojedinca nad pojedincem. Pristalice takve politike smatraju da je za ostvarivanje ovih ideja neophodno umanjiti i nadići sve oblike autoritarnog načina organiziranja - pri čemu se vlasništvo u principu smatra autoritarnim oblikom organiziranja, dapače izvorom svake autoritarnosti. Zbog toga se organiziraju u ljevičarske političke stranke i pokrete.
Glavni prijedlozi suvremene demokratske ljevice za umanjenje nepravda koje stvara ekonomski kapitalizam uključuju:
- Na razini poduzeća to znači razvijanje mehanizama demokracije na radnom mjestu, bilo da ta demokracija nastupi kao posljedica ukidanja privatnog vlasništva, ili da postupno jačanje demokracije na radnom mjestu vodi ukidanju privatnog vlasništva;
- Na razini ekonomije to znači razvijanje društvene i demokratske koordinacije umjesto slijepe tržišne proizvodnje (socijalisti uglavnom smatraju da akteri na tržištu djeluju nerazumno, ili barem da su društveno neodgovorni; te očekuju da će građani koji će imati mogućnost da demokratski donose ekonomske odluke biti u upravljanju imovinom razumniji i odgovorniji nego što su prema svojoj imovini i prema društvu razumni i odgovorni današnji privatni vlasnici);
- Na razini državnih institucija to znači širenje predstavničkog tipa demokracije s mehanizmima izravne demokracije (npr. participativni proračun, opoziv zastupnika i gradonačelnika, itd.);
- Na razini društva to znači borba protiv svakog oblika podređenosti i iskorištavanja, naročito borba protiv diskriminacije na osnovi rase, spola, seksualne orijentacije, nacionalne ili etničke pripadnosti, svjetonazora, hendikepa, pripadnosti manjinskoj zajednici i sl.;
- U odnosu na okoliš to znači usklađivanje gospodarstva u skladu s nosećim i obnovljivim sposobnostima okoliša, te s uvođenjem ekološki prihvatljivih tehnologija.

Slijedeći ljevičarsku tradiciju, pristalice suvremene ljevice govore o "borbi", u kojoj se zalažu za internacionalizam, umanjenje i nadilaženje nepravdi koje stvara svjetski kapitalizam, pa se vezuju uz tzv. napredne pokrete i stranke iz cijelog svijeta. Borba obuhvaća svjetski anti-kapitalistički pokret, kojeg čine različiti radnički i sindikalni pokreti, pokreti za ljudska i manjinska prava i slobode, te suvremene ljevičarske stranke, organizacije i pojedinci. Socijalistički pokreti obično se organiziraju ili kao stranke koje žele dobiti demokratsku političku moć i djelovati kao anti-sistemska vlast, ili i kao pokreti koji se bore za nadilaženje sustava bez želje za preuzimanjem političke vlasti. Obje strategije su značajne: oni koji djeluju odozdo, i nadilaze dosadašnje društvene odnose, i oni koji u formalnom političkom prostoru mijenjaju politike odozgo.
Načelna obilježja nove, demokratske ljevice i demokratskog socijalizma su: anti-autoritarnost i demokratičnost; anti-kapitalizam; anti-militarizam; sekularizam i anti-klerikalizam; internacionalizam i anti-nacionalizam. Ljevičari su skloni svoje političke sklonosti (primjerice, k slabljenju nacionalne države) smatrati demokratskima, a one političke sklonosti koje su liberalne  (liberalima ljevičari zamjeraju njihovo odobravanje kapitalizma, makar su suvremeni ljevičari u velikoj mjeri prihvatili liberalno poimanje demokracije) i osobito konzervativne smatraju antidemokratskima.

## Vanjske poveznice
- Socijalizam danas, Glasilo Socijalističke radničke partije Hrvatske
- Samoupravne tvrtke i zadruge u Hrvatskoj, kod Radnička fronta  Arhivirana inačica izvorne stranice od 16. veljače 2015. (Wayback Machine), autor Djuro Felić. Posjećeno 16. veljače 2015.
- Stjepan Haladin: Osnove marksizma za srednje škole (Školska knjiga - Zagreb, 1979. godine)